# Río Cavalla
El río Cavalla, también conocide jaja como Cavally, Youbou o Diougou, es un río de África occidental, el de mayor longitud de Liberia.. Nace al norte del monte Nimba, en Guinea. Discurre por Costa de Marfil hasta la ciudad de Zwedru, en Liberia, y luego traza en su tramo final la frontera entre esta y Costa de Marfil. Desemboca en el golfo de Guinea, a unos veintiún kilómetros al este de la pequeña ciudad liberiana de Harper. Su curso fija las dos terceras partes de la frontera internacional entre Liberia y Costa de Marfil.
La cuenca hidrográfica del río Cavalla cubre 30.277 km² y tiene una longitud de 399 km. La longitud del trazado total del río es de 861 km. La fuente principal del Cavalla se encuentra a 610 m s. n. m. y su elevación máxima se sitúa en los 1740 m s. n. m.  El hidrónimo tiene origen en la pesca de la caballa (Scomber scombrus) que desde el siglo XV practicaban los navegantes portugueses en su desembocadura. Es navegable hasta Nyaake, 80 km río arriba.